# Patrick Louis
Patrick Louis (* 22. Oktober 1955 in Vitry-le-François) ist ein französischer Politiker der Mouvement pour la France.

## Leben
Louis studierte Wirtschaftswissenschaften. Als Hochschullehrer ist er an der Universität Lyon III beschäftigt. An verschiedenen Universitäten war er in einer Gastprofessur beschäftigt. Von 2004 bis 2009 war Louis Abgeordneter im Europäischen Parlament, wo er der Fraktion der Allianz der Unabhängigen Demokraten in Europa angehörte. Dort war er Mitglied im Ausschuss für Verkehr und Fremdenverkehr, in der Delegation in der Paritätischen Parlamentarischen Versammlung AKP-EU, in der Delegation für die Beziehungen zu den Golfstaaten, einschließlich Jemen und in der Delegation für die Beziehungen zu den Maschrik-Länder.
Er war Mitgründer der Bewegung Combat pour les valeurs.

## Werke (Auswahl)
- Gemeinschaftswerke:
  - Le Budgétaire, First, 1989
  - Encyclopédie de l’économie et de la gestion, Hachette, 1991

## Preise und Auszeichnungen (Auswahl)
- Ritter des Ordre des Palmes Académiques